# Ngô Hưng
Ngô Hưng (chữ Hán phồn thể: 吳興區, chữ Hán giản thể: 吴兴区, âm Hán Việt: Ngô Hưng khu) là một quận thuộc địa cấp thị Hồ Châu, tỉnh Chiết Giang, Cộng hòa Nhân dân Trung Hoa. Quận này có diện tích 872 kilômét vuông, dân số 560.000 người. Mã số bưu chính của Ngô Hưng là 313000. Chính quyền nhân dân quận Ngô Hưng đóng ở số 493, đường Hồ Đông. Về mặt hành chính, quận Ngô Hưng được chia thành 9 nhai đạo, 6 trấn, 2 hương.
- Nhai đạo biện sự xứ (6): Nguyệt Hà (月河), Triều Dương (朝陽), Ái Sơn (愛山), Phi Anh (飛英), Long Tuyền (龍泉), Phượng Hoàng (鳳凰), Khang Sơn (康山), Nhân Hoàng Sơn (仁皇山), Tân Hồ (濱湖).
- Trấn(6): Chức Lý (織里), Bát Lý Điếm (八里店), Dương Gia Phu (楊家埠), Diêu Tây (妙西), Đông Lâm (東林), Đại Khê (埭溪).
- Hừong(2): Đạo Trương (道場), Hoàn Hử (環渚).